# العفايف (الرطبة)
العفايف أو تل العفايف أو تلول العفايف هو تل في منخفض الكعرة، بقضاء الرطبة بمحافظة الأنبار بالصحراء العراقية، غرب العراق، فيها احتياطي من أطيان الكاولين، وهو معادن سليكات الألمنيوم المائية يُعدّ أحد أنواع الطين المهمة يُحتاج إليه للصناعة لخواصه الكمياوية الملائمة، وليس منه في العراق إلا في منخفض الكعرة ويعتقد البدو أن العفايف مسكونة بالجن يسمعون غناءهم ونقرهم على الدفوف ويجتنبها البدو فلا يكادون ينزلون قريباً من العفايف.